# (243591) Ignacostantino
(243591) Ignacostantino est un astéroïde de la ceinture principale.

## Description
(243591) Ignacostantino est un astéroïde de la ceinture principale. Il fut découvert le 15 septembre 1998 à Colleverde par Vincenzo Silvano Casulli. Il présente une orbite caractérisée par un demi-grand axe de 2,68 UA, une excentricité de 0,35 et une inclinaison de 8,1° par rapport à l'écliptique.